# Westerried
Der Weiler Westerried ist ein Gemeindeteil der Gemeinde Kraftisried im schwäbischen Landkreis Ostallgäu. 

## Geschichte
Westerried gehörte zum Fürststift Kempten. Seit dem Reichsdeputationshauptschluss von 1803 gehört der Ort zu Bayern.
Der Weiler verfügt über eine Kapelle, 6 Bauernhöfe, ca. 3 Windräder und mindestens 8 Firmen (ohne Landwirtschaften).
Von Westerried gab es über mehrere Jahrhunderte einen Tunnel ins benachbarte Kipfenberg. Sowohl in Kipfenberg als auch in Westerried standen Burgen. Die Burg in Westerried wurde 1646 von den Schweden im Dreißigjährigen Krieg zerstört. Aus den Trümmern der Burg wurde die St. Antons Kapelle gebaut. In Westerried erinnert ein Gedenkstein an den Standort der Burg.
1909 wurde in Westerried eine Umgehungsstraße gebaut, dabei wurde die Burgruine abgebrochen und es wurden römische Ziegel und Münzen gefunden.

## Persönlichkeiten
- Georg Holzhai (1571–1646), Jesuit